# Calrétinine
Ne doit pas être confondu avec Calréticuline.
La calrétinine (ou calbindine 29 kDa ou CALB2) est une protéine liant le calcium (en), impliquée dans la signalisation liée au calcium (en). Chez les êtres humains, la  est encodée par le gène CALB2,.

## Fonction
Le gène code pour une protéine intracellulaire liant le calcium et appartenant à la superfamille de la troponine C (en). Les membres de cette famille de protéines possèdent six domaines mains-EF qui lient le calcium. La Calrétinine joue un rôle dans diverses fonctions cellulaires, notamment le ciblage des messages et le tamponnage du calcium intracellulaire.
La calrétinine est abondamment exprimée dans les neurones, y compris la rétine (qui lui a donné son nom) et les interneurones corticaux. L'expression a été trouvée dans des neurones différents de ceux de la calbindine-28kDa, une protéine similaire de liaison au calcium dépendante de la vitamine D.
La calrétinine joue un rôle important en tant que modulateur de l'excitabilité neuronale, y compris l'induction de la potentialisation à long terme. Il a été suggéré que la perte d'expression de la calrétinine dans les interneurones de l'hippocampe joue un rôle dans l'épilepsie temporale.
Il est exprimé dans un certain nombre d'autres endroits, notamment dans les follicules pileux.